# Grönvit nattviol
Grönvit nattviol (Platanthera chlorantha) är en växtart i familjen orkidéer. Växten påminner mycket om släktingen nattviol men till skillnad från denna sitter inte pollinierna i blomman parallellt utan är mer åtskilda och vinklade mot varandra. Arten har i Sverige en mer sydlig utbredning än nattviol och är vanligast i kusttrakterna. Den föredrar halvskuggiga platser som lundar, skogsbryn och trädbevuxna betesmarker, gärna på kalkrik jord.